# ماساو یاماموتو
ماساو یاماموتو (انگلیسی: Masao Yamamoto؛ زادهٔ ۱ ژانویهٔ ۱۹۵۷) عکاس اهل ژاپن است.